# Arianna (Reni)
L'Arianna è un dipinto a olio su tela di Guido Reni, unico grande frammento pervenutoci dell'originale Nozze di Bacco e Arianna, realizzato tra il 1638 e il 1640. Il dipinto è conservato alla Pinacoteca nazionale di Bologna.

## Storia

### Commissione e realizzazione

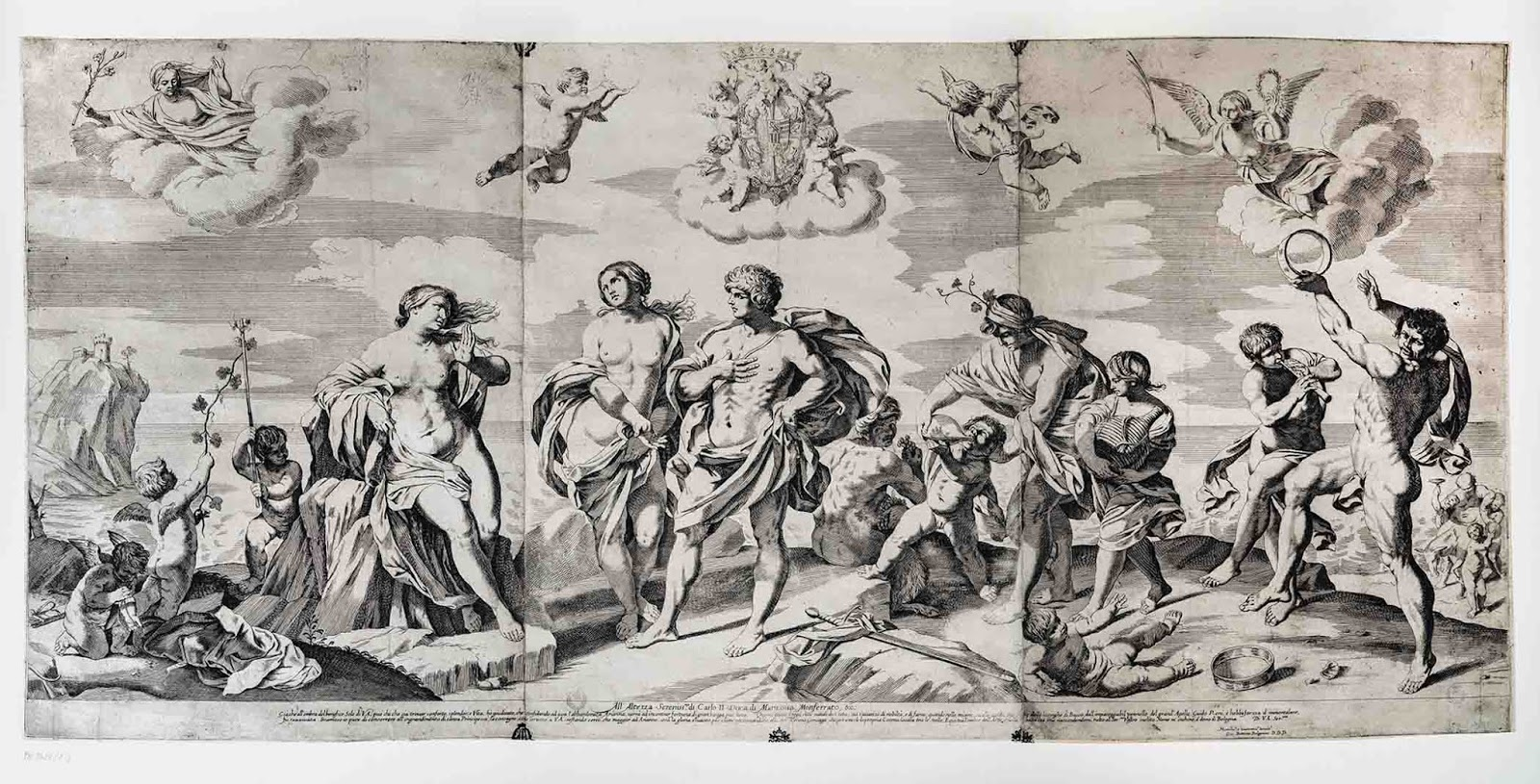
Incisione di Jakob Fray (Roma, ottobre 1727) rappresentante le Nozze di Bacco e Arianna di Guido Reni, probabilmente prendendo come modello l'incisione del Bolognini. Metropolitan Museum of Art.

Nel marzo 1637 Enrichetta Maria di Borbone commissionò a Reni, tramite il cardinale Francesco Barberini, una tela di grandi dimensioni per il soffitto della sua camera da letto a Greenwich. La regina lasciò a Barberini la scelta del soggetto e il cardinale inizialmente pensò a Cefalo e Aurora, prima di decidersi per l'episodio di Bacco e Arianna sull'isola di Nasso. Delegò quindi al cardinale Giulio Cesare Sacchetti, legato papale a Bologna, il compito di supervisionare la commissione. Secondo quanto riportato nella Felsina pittrice, la realizzazione dell'opera pesò a Reni, "che più volte confessò sentirsi in fabbricarla la mente ottusa, e l'operazione ostinata". Stando alla Felsina pittrice, Reni avrebbe tentato di liberarsi dalla commissione con il cardinale Sacchetti, "che cortesemento lo affrettava e lo violentava a lavoravi, quando meno se ne sentiva la volotà".
In una lettera dell'agosto 1640 il futuro cardinale Carlo Rossetti, in missione a Londra, scrisse a Barberini comunicandogli che la notizia che Reni aveva finito il dipinto era giunta in Inghilterra e chiedendo quindi al nipote del papa di spedire la tela. Due settimane più tardi Barberini rispose, rivelando delle preoccupate riserve sul soggetto dell'opera, ma anche ammirazione per la maestria di Reni:
Ancora dopo lo scoppio della guerra civile inglese Barberini e Rossetti continuarono a dibattere sulle tempistiche e le modalità migliori di trasportare l'opera, finché l'evolversi degli eventi non costrinse Rossetti a lasciare rapidamente l'Inghilterra nel giugno 1641.

### Copie e apprezzamenti

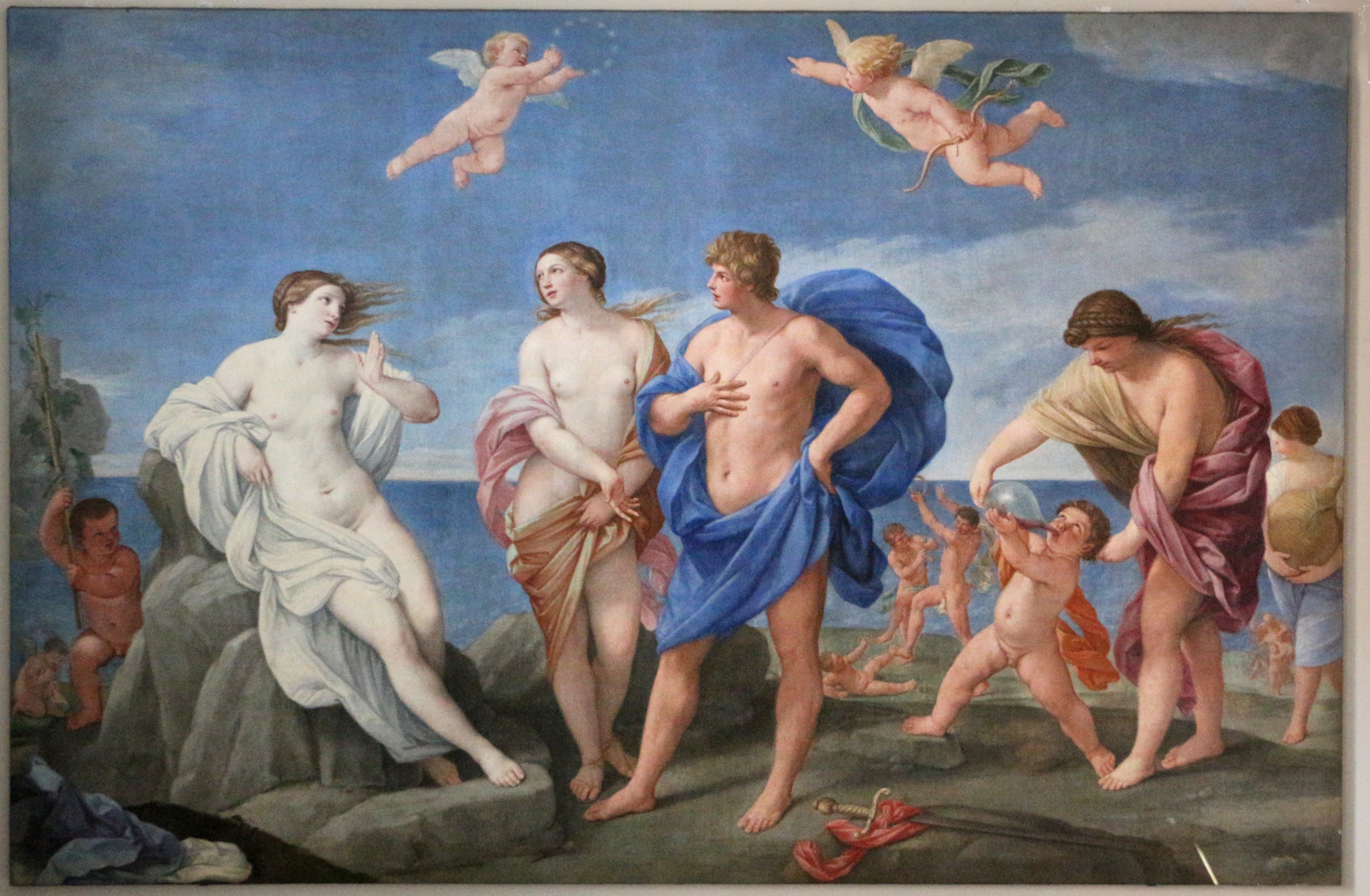
Copia dell'originale realizzata da Antonio Giarola e/o Giovanni Andrea Sirani per il cardinale Sacchetti (c. 1640). 284 x 419 cm, Accademia nazionale di San Luca.

Prima della partenza per la Francia, la tela originale, realizzata a Bologna, ebbe modo di essere vista e ammirata da figure di spicco dei circoli culturali bolognesi e della curia e dell'aristocrazia romana. Parlando della produzione artistica di Reni, Carlo Cesare Malvasia descrive le Nozze come "l'ultima dell'opre sue più grandi e cospicue" e ne restituisce una ricca descrizione delle diciannove figure "necessarie [...] a riempire così immenso quadro, che saria riuscito per altro povero":
(Malvasia, Felsina pittrice, tomo II (ed. 1841))
Nonostante alcune perplessità, come quelle di Pietro da Cortona, che lo definì "il quadro della processione",  l'opera ebbe, a detta di Malvasia, "un ecedente applauso, non solo in Bologna da' letterati [...] ma nella Corte adulatrice da tutti i più periti". La tela piacque tanto a Roma che papa Urbano la fece "ricingere di un maestoso cornicione di rame dorato a fuoco"; meno credibile è l'affermazione che una copia fu commissionata al Romanelli perché fosse inviata an Enrichetta Maria al posto dell'originale, affinché l'Italia non "restasse priva di così gran tesoro". Quella dello scambio di tele è una versione fantasiosa dei fatti narrata nella riedizione della Felsina pittrice, ma indubbiamente diverse copie furono realizzata nei primissimi anni 1640 dalla scuola di Reni. Ad esempio, Giovanni Andrea Sirani (o Antonio Giarola) ne realizzò una copia proprio per il cardinale Sacchetti, mentre il porporato sovrintendeva la creazione del quadro originale. In totale, sei versioni del dipinto originale di Reni sopravvivono fino ad oggi: i quattro dipinti conservati all'Accademia nazionale di San Luca, a Palazzo Montecitorio, in una collezione privata a Stoccarda e in una a Montevideo, nonché le due incisioni di Giovan Battista Bolognini e quella di Jakob Fray datata ottobre 1727. Secondo Andrea Emiliani, la copia di Montevideo fu realizzata sempre dal Bolognini, uno dei miglior allievi di Reni, nella bottega del maestro tra il 1640 e il 1642.

### DalleNozzeall'Arianna
Lo scoppio della guerra civile inglese posticipò l'invio dell'opera, dato che Barberini temeva per la sicurezza del dipinto. Presumibilmente, la regina ricevette la tela soltanto nel 1647, quando ormai era esule in Francia. La difficile situazione economica la costrinse a vendere l'opera quasi immediatamente e nel 1648 la tela fu acquistata da Michel Particelli d'Hémery, contrôleur général des finances di Giulio Mazzarino. Nel 1650, con la morte di Particelli, si perdono le tracce del dipinto. Secondo André Félibien, rimasta vedova, Madame Particelli avrebbe deciso di distruggere la tela, poiché scandalizzata dai diversi nudi. La Felsina pittrice riporta ancora una volta una versione pittoresca della vicenza: il dipinto avrebbe incontrato "un mostruoso infelice fine, condannato ad essere fatto in pezzi e dato al fuoco"; l'ordine fu dato dalla vedova del ministro e i paggi eseguirono "con spade e spiedi [...] la fatal sentenza".
L'Arianna era parte della Fondazione del Monte di Bologna e Ravenna quando nel 2002 fu identificata da Emiliani e Denis Mahon come un frammento della tela originale di Reni. La Fondazione ha lasciato la tela in deposito a tempo indeterminato alla Pinacoteca nazionale di Bologna nel 2003. L'Arianna inoltre smentisce i fatti riportati nella Felsina pittrice: non solo l'opera di Reni non fu evidentemente bruciata, ma la tela fu tagliata con cura e precisione, probabilmente per trarne dipinti di più modeste dimensioni e quindi più facilmente vendibili.